# Alexandru Neagu (fotbalist)
Alexandru "Sandu" Neagu (n. 19 iulie 1948, București d. 17 aprilie 2010) a fost un fotbalist român, care a jucat în echipa națională de fotbal a României la Campionatul Mondial de Fotbal din Mexic, 1970.
În martie 2008 a fost decorat cu Ordinul „Meritul Sportiv” clasa a III-a, „în semn de apreciere pentru participarea la Turneul Final al Campionatului Mondial de Fotbal din anul 1970 din Mexic și pentru întreaga activitate”.

## Biografie
Născut pe 19 iulie 1948 în București, România, a rămas în inima rapidiștilor drept atacantul care a jucat peste 286 de meciuri și a înscris 93 de goluri. S-a retras în 1978 dupa ce a câstigat 2 cupe ale româniei și un campionat în 1967. Neagu a murit pe 17 aprilie 2010, la vârsta de 61 de ani, într-un spital din București. A jucat 12 meciuri în tricoul naționalei, marcând 4 goluri. Acesta a făcut parte din echipa națională de fotbal a României la Campionatul Mondial de Fotbal din Mexic, 1970 .

## Caracteristici technice
A fost un atacant inovator, uneori egoist pe teren. Deși era înzestrat cu o statură mare, era foarte priceput în acrobație și în jocul aerian. Duelurile sale cu fundașii de la Jiul Petrosani, mai întâi rival și apoi coechipier, rămân în memorie. Neagu a fost, la începutul anilor 1970, cel mai puternic atacant centru din România împreună cu compatriotul Ion Ionescu, excelent la penaltyuri.

## Cariera

### Club

#### Rapid Bucuresti
A jucat pentru o singură echipa, Rapid București, chiar și când giuleștenii evoluau în divizia B. Când Rapid a retrogradat, în 1974, Neagu ar fi putut pleca la o altă formație, dar nu a făcut-o. Fosta mare glorie a Rapidului avea toate calitățile necesare unui adevărat atacant: detentă, șut puternic, plasament și simț de anticipație. Sandu Neagu a făcut parte din echipa care a cucerit primul titlu (sezonul 1966/1967) și are în palmares două Cupe ale Romaniei (1972 și 1975). Dupa plecarea lui Ion Ionescu a luat numărul 9.

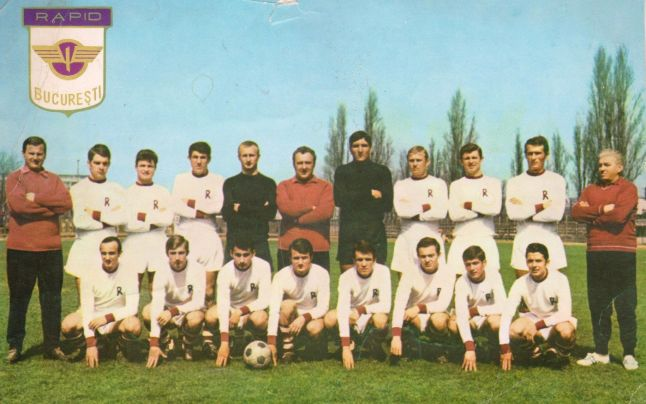
Echipa ceea care a câștigat Campionatul in 1967

Schimbarea de număr i-a priit din plin lui Sandu Neagu, cel care a marcat apoi goluri pe bandă rulantă pentru Rapid. Peste 110, dintre care 93 în Liga 1, 17 în divizia secundă și 5 în Cupele Europene. Sandu Neagu s-a retras de la Rapid la doar 30 de ani, după 13 sezoane petrecute în tricoul vișiniu, singura echipă pentru care a jucat în cariera sa.
Între Sandu Neagu și Rapid, frăția este una definitivă, fără nimic artificial și orbitor, fără primitivismul celei legate între spaniolul Calderon și românul Becali. Nu și-a încătușat destinul de altă echipă. Calcă greoi pe gazonul ud și privește îngândurat spre tribuna a II-a. O lacrimă șerpuiește printre riduri, după care se pierde printre firele de iarbă. Lacrima unui fotbalist. “Aici este casa mea. La propriu”. Sandu Neagu nu are o casă a lui. Zilele sale se pierd în ovalul giuleștean, iar noaptea privește stelele dintr-o cămăruță situată sub una dintre tribune. Destinul este unul vișiniu, dar dureros. Opt milioane de lei vechi. Atât primește antrenorul Sandu Neagu pentru a destăinui secretele atacanților micuți care visează să calce pe urmele lui Daniel Niculae. De ce doar atât? “Pentru că bogații nu dau niciodată”. Boala nu l-a cruțat. Fotografia sepia în care își cară în brațe un coechipier accidentat îi stârnește un zâmbet amar. Atunci avea putere. Acum, ciroza îi rânjește hâd și îi numără zilele. Privește către țigara care arde în scrumieră cu dragostea unei amante părăsite. Paharul a rămas doar o amintire. Cândva i-a fost prieten, apoi l-a înjunghiat.

### Naționala
Neague a debutat cu echipa națională de fotbal a României în februarie 1970, într-un egal, 1–1, împotriva Peruului. În cea de-a doua selecție internațională, un egal 1–1 împotriva Germaniei de Vest, el a marcat primul său gol internațional. A câștigat 15 selecții pentru echipa națională de fotbal a României și a participat la Cupa Mondială FIFA 1970.

## Palmares

### Jucător

#### Club

##### Competiții naționale
- Campionatul Romaniei: 1

Rapid Bucuresti: 1966-1967
- Cupa României: 2

Rapid Bucuresti: 1971-1972, 1974-1975
- Divizia Secunda: 1

Rapid Bucuresti: 1974–75